# اوسلاره
اوسلاره (به صربی: Oslare) یک منطقهٔ مسکونی در صربستان است که در بوجانوواچ واقع شده‌است. اوسلاره ۹۰۴ نفر جمعیت دارد.